# Pothoideae
Pothoideae é uma subfamília de plantas com flor da família Araceae que agrupa 4 géneros (Anthurium, Pothos, Pedicellarum e Pothoidium) repartidos por duas tribos, Anthurieae e Pothoeae.